# Scillé

Scillé este o comună în departamentul Deux-Sèvres, Franța. În 2009 avea o populație de 379 de locuitori.